# Balisa Bluetooth LE

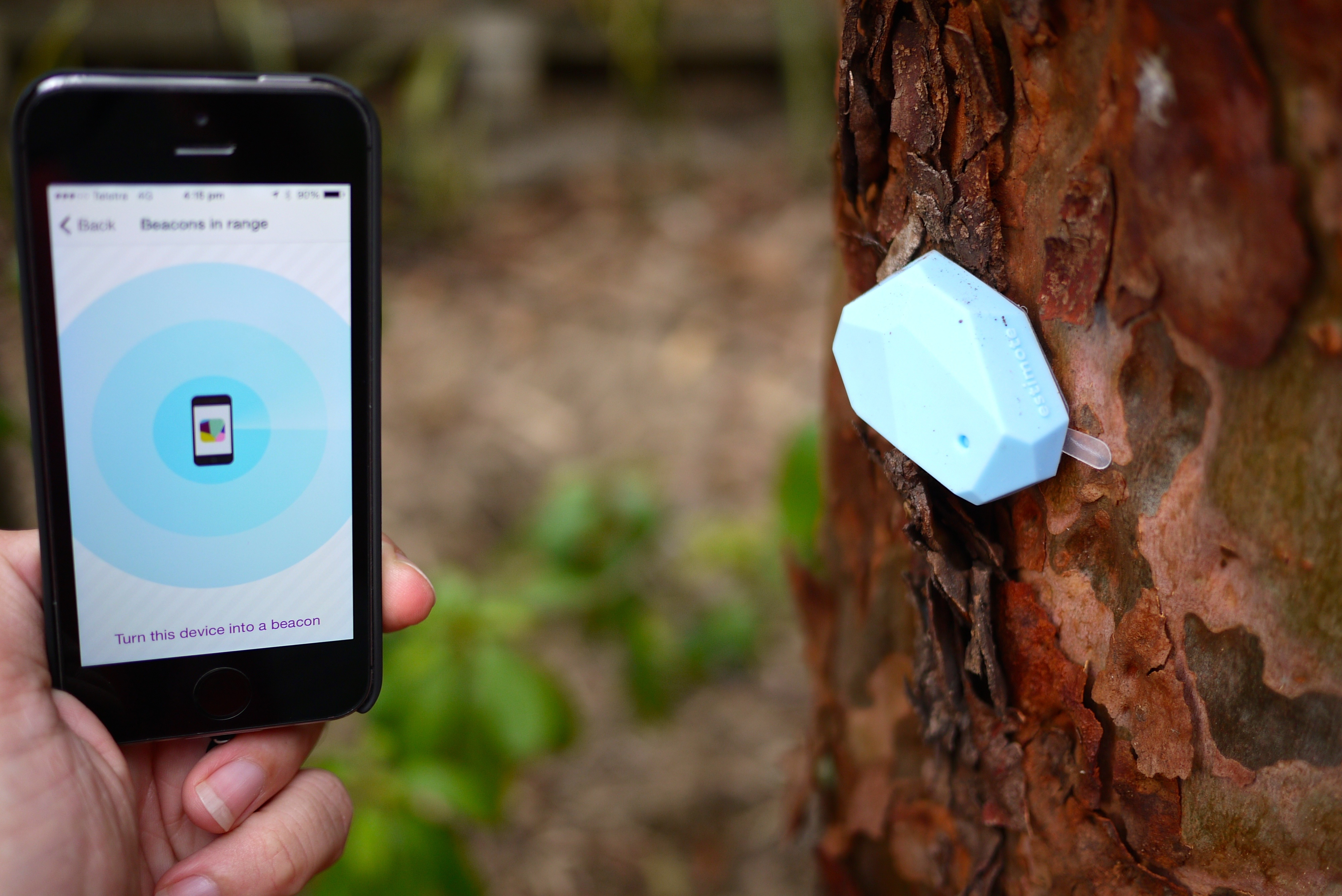
Fig.1 Exemple de dispositiu Beacon (a la dreta) detectat per un telèfon mòbil (a l'esquerra)

Beacon Bluetooth LE (en anglès far Bluetooth de baixa energia) és un dispositiu transmissor amb el protocol Bluetooth LE que contínuament estan emetent el seu identificador amb un abast de pocs metres de manera que dispositius portàtils (telèfons mòbils intel·ligents, tauletes i similars) propers poden captar aquesta informació.

## Aplicacions
Se´n poden esmentar :
- Identificació de productes i consumidors en el sector comercial.
- Pagaments sense contacte.
- Punts d'informació automàtics.
- Serveis diversos en el sector de transports.
- Localització en espais tancats on el sevei GPS no està disponible.

## Protocols disponibles

### iBeacon
A mitjans del 2013 l'empresa Apple introdueix l'iBeacon dissenyat per aplicacions comercials i d'identificació.

### AltBeacon
AltBeacon és una alternativa de codi obert a iBeacon (propietari d'Apple) creat per Radius Networks.

### URIBeacon
URIBeacons són diferents a iBeacons i AltBeacons perque en comptes de transmetre un identificador, URIBeacon envia una URL que és molt fàcil de tractar informàticament.

### Eddystone
Eddystone és un estàndard de Google per a beacons amb tecnologia Bluetooth. Suporta tres tipus de paquets : Eddystone-UID, Eddystone-URL, i Eddystone-TLM. Eddystone-UID funciona molt semblant al iBeacon d'Apple, no obstant, suporta dades addicionals de telemetria amb Eddystone-TLM. La informació de telemetria s'envia amb les dades d'UID. La informació del beacon disponibleincloent tensió de la bateria, temperatura del beacon, nombre de paquets enviats des de la darrera engegada, i el temps despert.